# Bonino da Campione

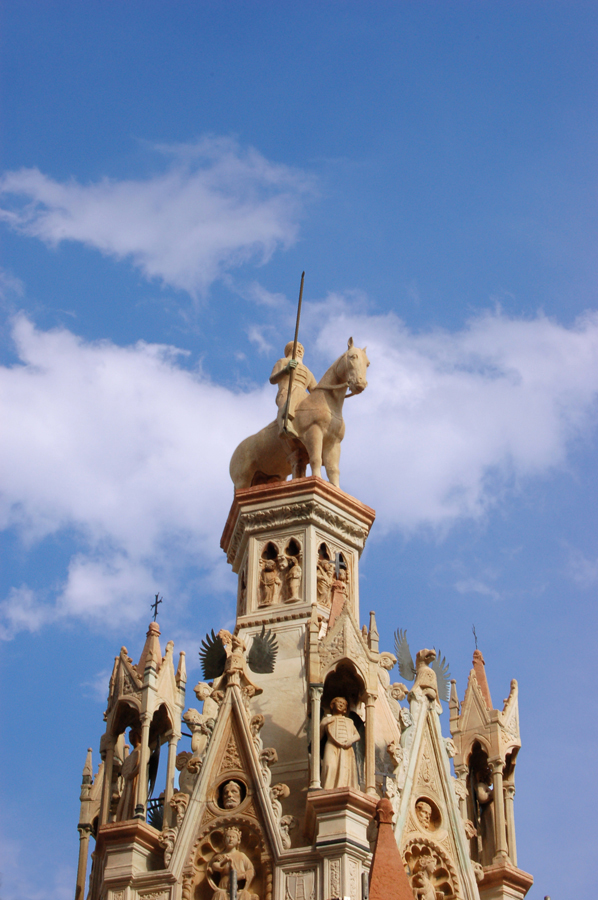
Grabmal des Cansignorio della Scala, Detail

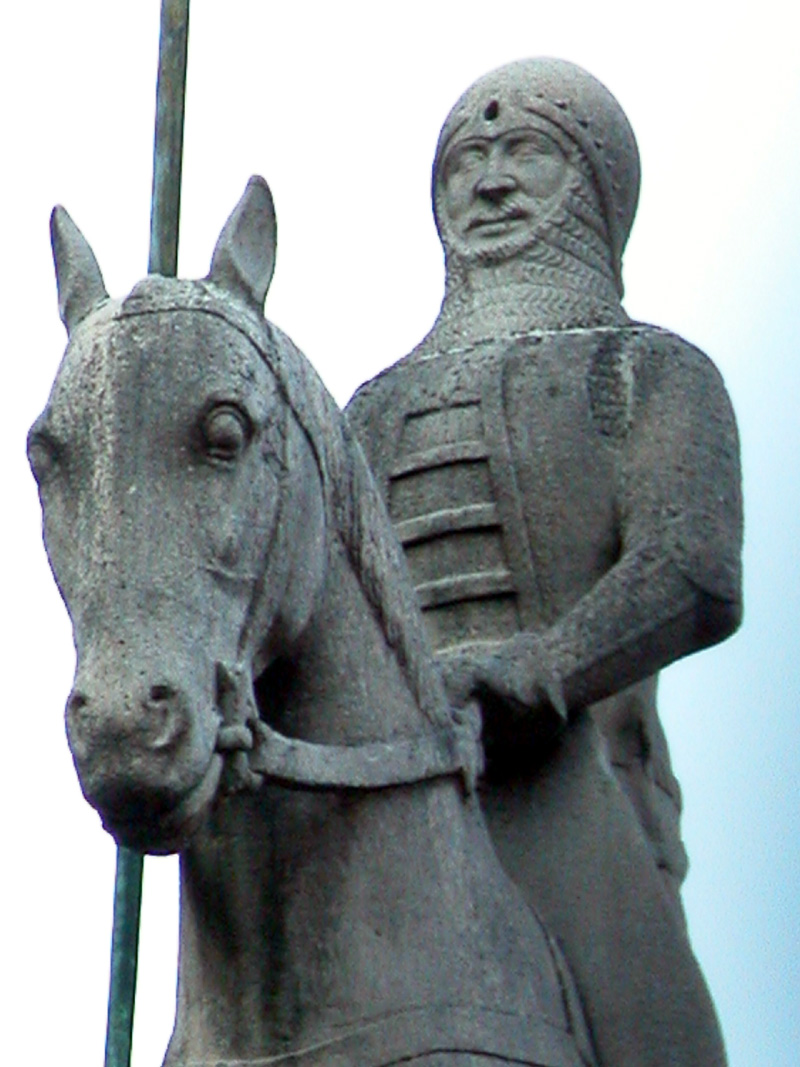
Grabmal des Cansignorio della Scala, Detail

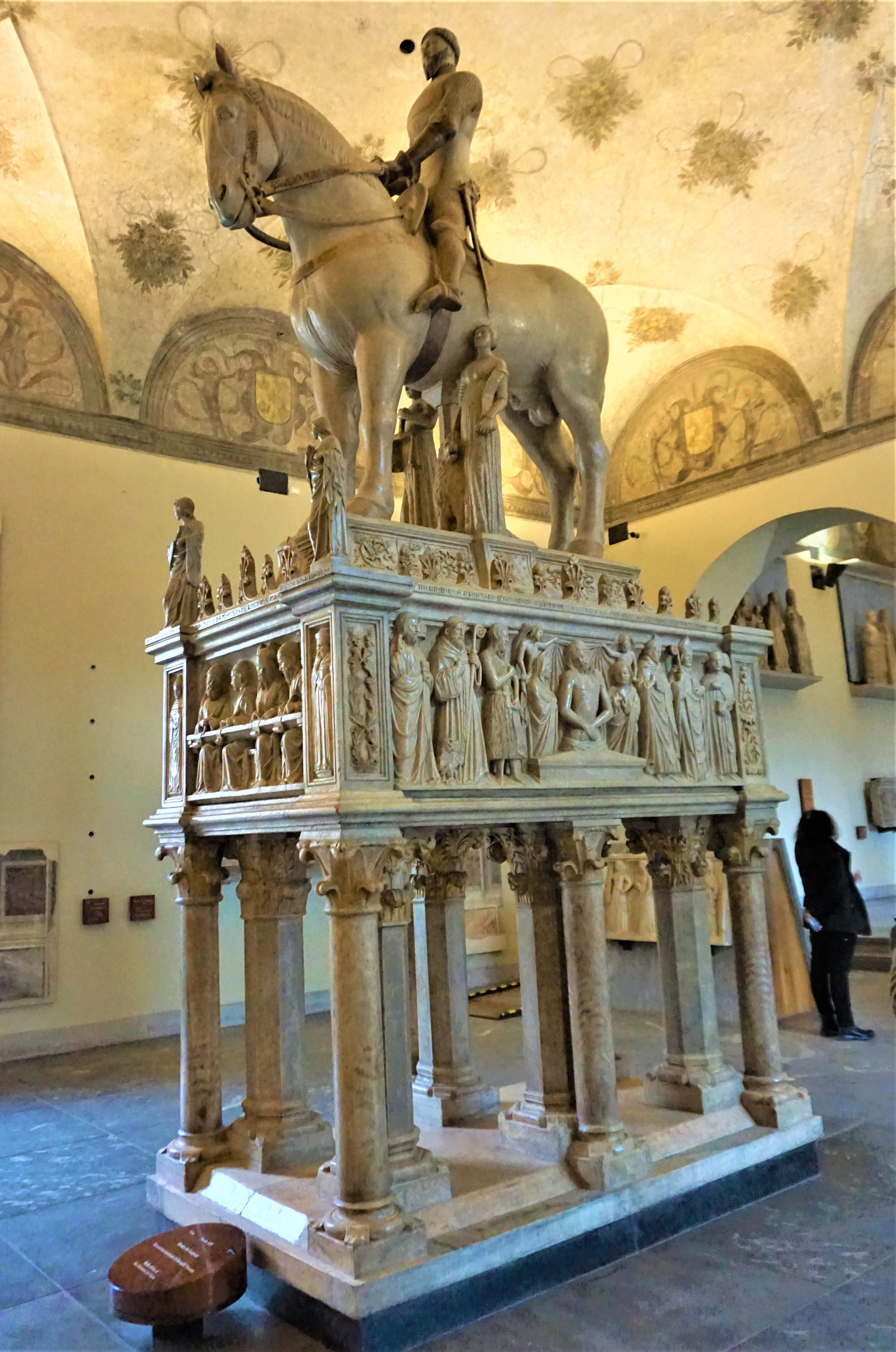
Grabmal des Bernabò Visconti

Bonino da Campione  (* um 1325 in Campione d’Italia; † März 1397) war ein italienischer Bildhauer der Gotik, der zwischen 1350 und 1376 tätig war.

## Werdegang
Er war wahrscheinlich ein Schüler des Giovanni di Balduccio aus Pisa und wird in zeitgenössischen Dokumenten auch als einer der Bildhauer genannt, die am Dom von Mailand arbeiteten. Bonino ist einer der Campionesischen Meister (it. Magistri Campionesi), also einer der Bildhauer des 14. Jahrhunderts, die alle aus Campione d’Italia, einer italienischen Enklave in der schweizerischen Lombardei, stammten. Sein Name da Campione wurde aufgrund seiner Herkunft gegeben, er stellt jedoch keinen Familiennamen dar. Die Kunst der Campionesen diente vor allem den Herrschern in Mailand und Verona, um sich in Grabdenkmälern in Kirchen zu verherrlichen. Bonino schuf 1375/76 bei der romanischen Kirche Santa Maria Antica in Verona das Grabmal des  Cansignorio della Scala aus der adligen Familie der Scaliger, der  Herren von Verona von 1260 bis 1387.  Das reichgeschmückte Monumentaldenkmal gilt als das Hauptwerk von Bonino. Weitere Werke sind unter anderem das Grab des Bischofs Balduino Lambertini von 1349 in der Kathedrale von Brescia und das Grabmal von Bernabò Visconti von 1363, heute im  Castello Sforzesco in Mailand.